# Vasuki Parbat
Der Vasuki Parbat ist ein 6792 m hoher Berg im Himalaya in Uttarakhand (Indien). 
Der Berg befindet sich in der Gangotri-Gruppe im westlichen Garhwal-Himalaya. Der Vasuki Parbat liegt östlich des Gangotrigletschers und südlich des Chaturangigletschers. Ein Bergkamm führt vom Vasuki Parbat nach Süden zum 6702 m hohen Südgipfel (⊙) und anschließend nach Westen weiter zum Bhagirathi I (6856 m). Der 7075 m hohe Satopanth liegt 4,9 km südöstlich. Dazwischen verläuft ein Tributärgletscher des Chaturangigletschers in nördlicher Richtung. 
Der Vasuki Parbat wurde am 2. Oktober 1973 von Mitgliedern der indisch-tibetischen Grenzpolizei unter L. P. Semwell erstbestiegen.